# Aeschynanthus irigaensis
Aeschynanthus irigaensis là một loài thực vật có hoa trong họ Tai voi. Loài này được (Merr.) B.L.Burtt & P.Woods mô tả khoa học đầu tiên năm 1975.